# 拳皇系列
拳皇是日本SNK电子游戏公司於1994年開始推出的格鬥遊戲系列，除拳皇原創角色之外，亦集合過往餓狼傳說、龍虎之拳等大作角色，令拳皇人物非常豐富，之後亦成為日本最知名的格鬥遊戲之一，幾乎每年推出一部，並以相應的年份命名。2001年SNK破產後由取得SNK所有知識產權的SNK Playmore（原Playmore，2016年重新改回SNK）繼續制作。2004年，SNK Playmore宣布新的拳皇正統系列將不再以年份命名。其在街機上的正统作品目前已經推出14作（拳皇'94—拳皇XIV，被縮寫为KOF，並在後面加上出品年份或數字，表示其在系列中的顺序），另外在各家用主機上也推出了1款正统作品《拳皇XV》、一些外傳性質的作品及街機移植版。
當時以R-Type系列聞名的Irem正從街機業務撤退，SNK接收了其中的開發人員，所以在美術上呈現不同以往的風格。在爆炸和燃燒畫面的效果更加華麗，帶有濃厚的2D STG色彩。角色比例修長，用色清新光潔，擺脫了過往肌肉猛男搭配灰暗世界觀的80年代美學，時尚的造型更吸引了許多女性愛好者。
該遊戲在東亞及拉美擁有極高的人气，在日本曾被認為是與卡普空的《快打旋風系列》系列齊名的兩大平面格鬥游戏系列，其影響至今仍在繼續。2010年推出的《拳皇XIII》在歐美地區有很大的迴響，其中以法國的迴響最大，家用版發售後即入選歐美最大格鬥遊戲賽事EVO比賽項目，並在2013年以第2高的得票數再次入選EVO。

## 玩法
遊戲的最大特色在于三對三的組隊戰，'94 只可以選國家團隊不可自由選角色，('94、'95、'96、'97）三人一隊～眩暈時或被對手抓住時等待隊友可援助～（'99、2000、2001) 為四人一隊，～第四位隊友作為援助攻擊使用為主～，（2003、XI) 三人一隊～隊友可以隨時更換～， （XIII、XIV、XV) 三人一隊～可没助攻模式～，以及各種爽快的連續技。與一般的格鬥遊戲相比，其故事性及角色間的背景互動也相對較强。

## 故事
系列中，《拳皇'94》独立成章“KOF序章”（KOF開幕編），草薙流古武术传人草薙京(Kyo Kusanagi)与爱出风头的二阶堂红丸(Benimaru Nikaido)、以及柔道奥运金牌得主大门五郎(Goro Daimon)组成队伍出战“拳皇”大会。主办者路卡爾(Rugal)其中愛好是收藏銅像，會將其擊敗的對手鑄造銅像並收藏。路卡爾从大赛中吸引高手，然后亦想利用他的身体来铸造铜像，最后他們在路卡爾的基地，京粉碎了路卡爾的野心及計劃，路卡爾則按下啟動器令基地毀滅並失去了蹤影。
《拳皇'95》至《拳皇'97》为“大蛇篇”（オロチ編），主角同样为草薙京。事件源於大蛇一族意圖復活他們的主、地球的意志之一「大蛇」，並令世界毀滅。路卡爾在背後再次舉辦拳皇大賽，主角草薙京與兩名好友二階堂紅丸及大門五郎再度組隊參賽，另一位三神器後代的八神家年輕當家八神庵(Iori Yagami)組織了勁敵隊參賽。路卡爾在赛事中使用了大蛇之力，最後因力量失控自取滅亡。其后，最後一位三神器後代的神樂家年輕女當家神樂千鶴(Chizuru Kagura)被人控制舉辦了拳皇大賽，大賽完結後，八神庵因大蛇力量首次暴走，在無意識下重創了自己的隊員。大蛇(Orochi)逐漸重生，最終由草薙京、八神庵、神樂千鶴三位三神器的後代成功合力封印了大蛇，大蛇篇故事至此暫告一段落。
《拳皇'99》至《拳皇2001》为“音巢篇(N.E.S.T.S.篇)”（ネスツ編），主角為被組織NESTS改造而失去了所有記憶的K'（K Dash），这个神秘組織不斷進行人體改造實驗及捕获了草薙京进行生化克隆人实验。主角K'為了追尋自己的過去，決定背叛組織並參加組織舉辦的拳皇大賽。大賽結束後，意圖背叛組織並利用組織兵器控制世界使用音巢對流拳武術的複製零(Cloned Zero)現身，K'等人阻止並擊敗複製零，成功解救一次危機，複製零則被組織以背叛之罪處決。之后，NESTS因為首腦之子伊格尼斯（Igniz）的篡位而令組織逐步走向滅亡。专门为克制K'所研究的女改造人绰号庫拉(Kula Diamond)亦開始思考自己過去，最後決定與其隊友們背叛組織。眾人遇上認為能夠主宰世界、使用音巢對流拳武術的伊格尼斯，他意圖利用太空基地達到想隨意控制世界，最終由K'及庫拉等人合力擊倒。伊格尼斯因與事願違，決定留下跟NESTS太空基地一同毀滅。
《拳皇2003》、《拳皇XI》和《拳皇XIII》为“艾森篇”（アッシュ編），這次故事主角為背景完全神秘及操作著翠炎的艾森‧古立遜（Ash Crimson）。“遙遠彼之地”的成員無界(Mukai)現身，並聲明要解封大蛇，神樂、草薙京、八神庵兩人阻止失手，艾森偷走八尺之鏡后消失。其后，遙遠彼之地成員紫苑(Shion)及禍忌(Magaki)進一步解封大蛇，被艾森等人擊敗。這時八神因大蛇力量暴走，重創了京及真吾(Shingo Yabuki)二人。不久，艾森反常地擊敗暴走八神庵，並且奪去八神庵的神器八尺琼勾玉，并宣稱有意在下次大賽之時會奪走草薙京的三神器草薙之劍。其后，大賽由路卡爾之女兒蘿絲·班舒泰爾(Rose Bernstein)舉辦，目的是利用大賽實踐計劃復活遙遠彼之地之主，並且令齋祀(Saiki Crimson)自己的家族得以復活及令其餘人類消失。最终，艾森打败了齋祀，道出自己是為了令齋祀確信，所以才奪走了兩個神器獲取其信任。正當艾森眼見齋祀身體沒反應之際，齋祀透過殘留在艾森體內的冥炎的個人意識發動了冥炎之氣令到艾森反被力量吞噬，艾森用自我意志成功擺脫控制，但自己亦跟著消失。
《拳皇XIV》為KOF新篇、系列新章、官方暫無任何正式篇章名稱，現時暫定以「KOF新篇」（KOF新編）作為稱呼。
本作追加新篇章關鍵人物、操作神秘鬼影能量的中國少年-瞬影(Shun'Ei)，與其師傅及師弟組隊參賽新一次KOF大賽。其師傅為桃李滿門的唐福祿(Tung Fu Ru)，屢次參賽的有名格鬥家-餓狼隊的泰瑞·柏格(Terry Bogard)、南鎮隊的基斯·哈瓦特(Geese Howard)也是他的徒弟之一。
聽從師傳建議，與其師弟明天君(Meteikun)及師傳本人參賽增廣見識。本作舉辦者為對外稱首任冠軍的安東諾夫(Antonov)，他舉辦賽事的本意為找尋眾多格鬥家聚首比拼，並且與勝出的格鬥家對壘，如戰勝了他就可以奪走身上的拳皇冠軍腰帶作為勝出獎勵及榮譽。於大賽末段安東諾夫被勝出的參賽隊伍打敗後天色突然變幻，疑為靈魂能量集合體的威爾斯（Verse）出現並且毀壞了本次大會主場地，而威爾斯伴隨各靈魂能量的出現導致瞬影與其產生能量上的「共嗚」，令瞬影感到暈眩及後出現短時間昏迷失去反應。隨着眾人擊倒威爾斯，令威爾斯出現力量失控奔向天空，然後直接從能量爆炸自身意志消失於空中，其能量分散在世界各地，在賽後由各方有意人士追蹤情況。

## 游戏作品
部份作品可經由向各遊戲機商店發售的NEOGEO街機系列能夠在Playstation系列主机、Xbox系列主机、任天堂Switch上遊玩。
| 1994 | 拳皇'94                 |
| 1995 | 拳皇'95                 |
| 1996 | 拳皇'96                 |
| 1997 | 拳皇'97                 |
| 1998 | 拳皇'98                 |
| 1999 | 拳皇 夢幻對決1999       |
| 1999 | 拳皇'99                 |
| 2000 | 拳皇'99 進化            |
| 2000 | 拳皇2000                |
| 2001 | 拳皇2001                |
| 2002 | 拳皇2002                |
| 2003 | 拳皇2003                |
| 2004 | 拳皇 Neowave            |
| 2004 | 拳皇 极限冲击           |
| 2004 | 拳皇'94 Re-Bout         |
| 2005 | 拳皇 极限冲击 MANIAX    |
| 2005 | 拳皇XI                  |
| 2006 | 拳皇 极限冲击2          |
| 2007 | 拳皇 极限冲击 规则A     |
| 2008 | 拳皇'98 終極對決        |
| 2009 | 拳皇2002 無限對決       |
| 2009 | 拳皇XII                 |
| 2010 | 拳皇XIII                |
| 2011 |                         |
| 2012 | 拳皇XIII Climax         |
| 2013 |                         |
| 2014 | 拳皇'98 終極對決 最終版 |
| 2015 |                         |
| 2016 | 拳皇XIV                 |
| 2017 |                         |
| 2018 | 拳皇'97: Global Match   |
| 2019 |                         |
| 2020 |                         |
| 2021 | 拳皇XIV: 終極版         |
| 2022 | 拳皇XV                  |
| 2023 | 拳皇XIII: Global Match  |

### 主系列
- 拳皇'94：系列首作，本作系統為3對3隊制，獲得了當年的「GAMEST 年度大賞」。

- 拳皇'95：“大蛇篇”第一作。「自由編制個人隊伍」，GC防禦取消。系列第二主角人氣角色八神庵首次登場。這次作品招式簡單、直接，但人工智能（AI）操控的每位角色攻擊力都极強，常發生逆轉的情形。

- 拳皇'96：“大蛇篇”第二作。本作已能直接自由選擇角色組成隊伍，對比前兩作的系統進行了一些改動。但這些微小的改動是在為《拳皇'97》與街头霸王系列分道揚鑣辦出特色做了鋪墊。特定版本亦能夠輸入特定密碼指令，使用隱藏人物神樂千鶴、傑尼茲兩位頭目。

- 拳皇'97：“大蛇篇”三部曲的第三作，亦是整部篇章的最後作。本作可谓歷來最受歡迎的一代，在日本創下週投幣率的纪錄。

- 拳皇'98：系統上是前作《拳皇'97》的加強版，聚集了前作歷代登場角色，雖然沒有情節，但此作在玩家中得到的評價頗高。往後的发行相關有增强版在1999年發售的《拳皇 梦幻对决1999》和重製增強版在2008年發售的《拳皇'98 终极对决》。

- 拳皇'99：“音巢篇”第一作，本作起主角更换成丧失記憶的白髮少年K'（K Dash）。系列中首創以第四名隊員為戰鬥中援助角色的“Striker”系统，此系统爭議颇大。发行有增强版《拳皇'99 进化》。

- 拳皇2000：“音巢篇”第二作。SNK讓更多没有在拳皇系列中登場的本社其他遊戲人物作為援護專用角色登场。

- 拳皇2001：“音巢篇”三部曲第三作，亦是整部篇章的最後作。由于当时拳皇系列原开发商SNK破產，本作主要由韓國遊戲公司Eolith（英语：Eolith (company)）開發，原SNK员工组建的BrezzaSoft協助開發。在玩法上，可以自由决定上場隊員是作戰還是援助。

- 拳皇2002：本作依然主要由韓國遊戲公司Eolith（英语：Eolith (company)）開發，原SNK员工组建的PLAYMORE輔助開發。本作恢复了過去的三對三模式，雖然沒有情節，但受到玩家的一致好評。不过，角色間強弱度仍差異過大，以至於平衡性有明顯性的失衡，為人所詬病。往後的发行相關的有重製增強版在2009年發售的《拳皇2002 无限对决》。

- 拳皇2003：由原SNK员工组建的SNK Playmore開發，SNK Neo Geo发行。“艾森篇”第一作，本作起主角更换成背景完全神秘及操作著翠炎的艾森·古立遜（Ash Crimson）。系列中以三對三基礎上再加入了戰鬥中更換隊員的設定，引起不少亞洲玩家爭議。

- 拳皇XI：“艾森篇”第二作。和《拳皇2003》一樣也有其在三對三基礎上戰鬥中更換隊員的設定，但在平衡方面優於《拳皇2003》，故本作獲得了玩家不錯的評價和肯定。

- 拳皇XII：無任何情節，因此與《拳皇XI》的情節並無任何關係。取消了《拳皇2003》和《拳皇XI》的更换队员的设定，恢復了以住的一對一回合制度。雖然本作畫面特效精美受到玩家稱讚，但仍有多個地方有所不足及系統出現嚴重缺憾等問題，因此被玩家稱為「半成品」或「測試品」，其作品評價亦是拳皇系列多年來最差的。

- 拳皇XIII：“艾森篇”三部曲第三作，情節連接《拳皇XI》，亦是整部篇章的最後作。大部份遊戲設定參考《拳皇XII》並修改，繼承《拳皇XII》一對一回合制度。相比之前数作，本作获得媒体和玩家一致好评。

- 拳皇XIV：KOF新章，本作起追加疑案將為新篇章主角的新篇章關鍵人物-操作神秘鬼影能量的中國少年-瞬影，為拳皇系列正統作品中首次應用3D製作展示，相對的以前的正統作品均為2D製作。[3][4][5][6]

- 拳皇XV：KOF繼新章後的第二作，是次篇章名稱暫時未明，出現新的女主角以噴漆為攻擊手段的伊絲拉，並且前主角阿修回歸，令系列以來各篇章的四位主角聚首。原本預定於2020年推出，但是卻因為受到病毒疫情的影響而延遲到2022年才发行，在2021年確定於2022年2月17日正式推出。本作首度發行登錄包括 Xbox Series X/S、PlayStation 5、Steam等多個平台。

### 衍生游戏
- 熱鬥 拳皇95（Game Boy）：1996年發售。
- 熱鬥 拳皇96（Game Boy）：1997年發售。
- 拳皇 京（Playstation）：1998年8月27日發售。以《拳皇》世界觀為舞臺的冒險遊戲。
- 拳皇 R-1（英语：King of Fighters R-1）（Neo Geo Pocket、Neo Geo Pocket Color）：1998年發售。基本移植自《拳皇'97》，因硬件機能所限有所縮水，但被認為保留了街機《拳皇》的精髓。
- 拳皇 R-2（英语：King of Fighters R-2）（Neo Geo Pocket、Neo Geo Pocket Color）：1999年發售。基本移植自街機《拳皇'98》。
- 拳皇Ex 新血（Game Boy Advance）：2001年發售。由MMV製作。畫面類似《拳皇'99》，故事情節均為原創，且加入原創人物。由於製作不夠認真而廣受批判。
- 拳皇Ex2 咆哮之血（Game Boy Advance）：2002年發售。依然由MMV製作。畫面類似《拳皇2000》，遊戲質量與前作相比大大提高。此作於05年1月被移植至N-Gage手機平台，更名為拳皇 Extreme。
- 拳皇 Neowave（街机、Playstation 2、Xbox）：2004年7月30日首個版本發行。本作有背景性質，其背景內容只屬個體性質與正傳無關。更换至Atomiswave基板后的《拳皇》在畫面上有了很大的進步，系統基本上來源於《拳皇2002》並針對新硬件添加了一些要素，屬於實驗新基板性能之作。
- 拳皇 極限衝擊（英语：KOF: Maximum Impact）（Playstation 2、Xbox）：2004年8月12日發售。外傳性質的3D格鬥遊戲，是系列中首款全3D格鬥。《拳皇》十週年紀念的相關產品之一。2005年6月23日在Xbox平台发售加强版MANIAX，次年移植到PS2平台。
- 拳皇 極限衝擊2（英语：KOF: Maximum Impact 2）（Playstation 2）：2006年4月27日發售。情節與主線靠攏，美版直接將其命名為《拳皇2006》。特色是裏面的角色衣服很多是對其他動漫作品角色的COSPLAY。
- 拳皇 極限衝擊 規則A（英语：KOF:_Maximum_Impact_2#Regulation_A）（街机、Playstation 2）：2007年7月14日在街机TAITO TypeX2平台率先推出，同月26日在家用机Playstation 2推出。
- 拳皇 空中舞台（街机、Xbox 360）：2010年1月22日登陆街机平台。SNK Playmore开发，拳皇系列首款射击类游戏。同年9月15日登陆家用机Xbox 360。
- 拳皇-i / 拳皇Android（iOS、Android）：iOS版于2011年7月7日发布，Android版于2012年3月22日发布。画面类似《拳皇13》。

### 合集與重製作品
- 拳皇'94 Re-Bout（Playstation 2）：2004年12月28日發售，為紀念拳皇系列十週年所推出的復刻作品，除了沿用原版系統之外亦加入各種新因素供選擇。
- 拳皇 大蛇篇（Playstation 2）：2006年4月20日发售。《拳皇'95》、《拳皇'96》、《拳皇'97》在Playstation 2平台的合集。增加颜色编辑模式，玩家可自定义角色外形配色。另外，游戏配乐也允许玩家自定义选择使用Neo Geo原版配乐或重新混音的新版配乐。
- 拳皇 NESTS篇（Playstation 2）：2007年4月19日發售。《拳皇'99》、《拳皇2000》、《拳皇2001》在Playstation 2平台的合集。此合集除了包含Neo Geo原版游戏外，还包括每一作的Dreamcast版本。增加颜色编辑模式，玩家可自定义角色外形配色。另外，游戏配乐也允许玩家自定义选择使用Neo Geo原版配乐或重新混音的新版配乐。
- 拳皇'98終極對決（Taito Type X基板、Playstation 2、Xbox、Steam）：2008年3月18日街機版發售，2008年6月26日PS2版發售。重製版作品，保留原有场景的基础上新增部分场景，並增加94至98間全《大蛇篇》人物。由于平衡性饱受诟病，后续又于2011年1月24日推出"Final Edition"（最终版）对平衡性进行调整，于2014年12月16日登录Steam的时候也采用了《最终版》。
- 拳皇2002無限對決（Taito Type X基板、Playstation 2、Xbox、Steam）：家用機則於2009年推出的重製版作品，场景及音乐全部重新制作，增加99至2001间除了K9999外的全《NESTS篇》人物，并新增性能相近的原创角色Nameless（无名）作为K9999的替代。相比拳皇98UM，由于良好的平衡性，更好的继承了拳皇2002的衣钵。
- 拳皇 携带版'94～'98 大蛇之章（PlayStation Portable）：2010年6月24日发售。在PSP平台的合集。

### 相关游戏
- SNK Gals' Fighters（Neo Geo Pocket Color）：2000年發售。大亂鬥性質的遊戲。登場的10個女性角色，均來自SNK旗下熱門格鬥遊戲。八神庵的女性形態Miss X在此作初次登場。
- SNK vs. Capcom: SVC Chaos（MVS基板、NEOGEO、Playstation 2、Xbox）：2003年介於《拳皇2002》和《拳皇2003》間發行。SNK與卡普空兩公司的遊戲中的主要角色幾乎都有登場的，以拳皇風格為主的格鬥遊戲，但由於角色間的平衡性以及CPU的AI不佳，導致外界評價不高。
- Neo Geo Battle Coliseum（Atomiswave基板、Playstation 2、Xbox 360）：2005年介於《拳皇NEOWAVE》和《拳皇XI》間出品，NEOGEO機上各格鬥遊戲的角色挑選集合的紀念性質的格鬥遊戲，特點是雙人類似組隊比賽，各角色攻擊力設置不算大，有體力恢復的可能。
- 记忆之日系列（英语：Days of Memories）：SNK Playmore在手机和任天堂DS平台发行的约会模拟游戏系列。游戏设定在拳皇的一个平行宇宙中。
- SNK女傑狂熱大亂鬥（任天堂Switch、PlayStation 4、Windows-Steam）2018年日版(含亞洲版)9月6日發售、美版(含歐洲版)9月7日發售。為以拳皇XIV引擎為底構製作的遊戲，人物角色均以女性角色登場為主題，大部份以拳皇XIV登場過的角色做基礎。故事以拳皇XIV大賽後的小插曲，眾人被謎之人士以女生交流自由組合對戰為由招待進豪華大宅。系統以2vs2為隊伍的組合戰，自拳皇XI多年後在正統作以外、再次重新引入隊員入交替系統，並且加入即時道具干擾作增設自由選擇，對戰作結並非單純以體力值扣減為勝利，必須在扣減後使出必殺類以上招式作結。各角色能自定義飾品，同時有眾多角色服飾造型提供選擇作為出戰穿配，角色出招時會配有各類彩蛋及歡樂向特殊效果。
- 拳皇世界：2009年7月30日盛大与SNK正式对外宣布将开发名为《拳皇世界》的RPG网络游戏[7][8]。2010年4月17日《拳皇世界》进行阿尔法测试[9]。然而在2011年6月7日盛大在官网宣布将停止运营《拳皇世界》[10]。
- The Rhythm of Fighters：由SNK官方开发的节奏类手机游戏。游戏于2014年6月24日上线，于2015年7月15日停止服务[11]。
- 拳皇98 终极之战OL（英语：The King of Fighters '98 Ultimate Match Online）：由北京掌趣科技研发的一款卡牌对战手机游戏，2016年7月开始运营。
- 拳皇世界：由唯晶數位代理的3D手機遊戲，於2018年起開始營運。
- 拳皇全明星（英语：The King of Fighters All Star）：由韩国網石遊戲开发并运营。2019年10月22日全球上线，2024年10月30日停止运营。
- 拳皇 for Girls：2019年11月8日開始在日本提供服務，女性向养成游戏。于2021年3月31日結束營運。

## 官方公式书
- The King Of Fighters Fighting Evolution 10th：2004年12月30日发行，拳皇十周年纪念画集。
- The King Of Fighters Perfect Reader：2005年9月20日发行，拳皇完全读本。
- The King Of Fighters Character Encyclopaedia：2009年8月3日发行，拳皇角色百科全书。

## 改编作品

### 動畫
- 拳皇：另一天（英语：KOF: Maximum Impact 2#Anime）：為《拳皇：極限衝擊2》造勢的動畫短片，共4集。主要描述《拳皇XI》和《拳皇：極限衝擊2》之間，發生在南鎮的故事。
- 拳皇命运（英语：The King of Fighters: Destiny）：3D动画，共24集，为手机游戏造勢的動畫。

### 電影
- 拳皇（英语：The King of Fighters (film)）：由陳嘉上執導的改編电影[12]，2009年決定開拍，參演者包括葉芳華、Maggie Q、李威尹及廖碧兒等，於2010年9月2日上映，但未獲好評。

### 小說
- 拳皇'95 （作者：いさき玲衣）
- 拳皇'96 〜Rumbling on the City〜 （作者：嬉野秋彦）
- 拳皇'97 上巻 〜在无止尽夏季的尾声里〜 （作者：嬉野秋彦 臺灣青文出版社代理發行）
- 拳皇'97 下巻 〜第666年的两人〜 （作者：嬉野秋彦 臺灣青文出版社代理發行）
- 拳皇'98 〜遺された者たち〜 （作者：嬉野秋彦）
- 拳皇'98 〜最大多数の最大幸福〜 （作者：嬉野秋彦）
- 拳皇'99 〜BEYOND THE "K"〜 （作者：嬉野秋彦）
- 拳皇2000 ICICLE DOLL （作者：嬉野秋彦）
- 拳皇2000 STRIKERS STRIKE BACK （作者：嬉野秋彦）
- 拳皇2001 MORE THAN HUMAN （作者：嬉野秋彦）
- 拳皇2001 THE GODS THEMSELVES （作者：嬉野秋彦）

### 漫畫
日本
- 拳皇'94（真行寺たつや，全4卷）
- 拳皇'94外传/格斗天王'94（鷹岬諒，全6卷 臺灣青文出版社代理發行）
- 拳皇京/格斗天王之草薙京（英语：The King of Fighters: Kyo）（夏元雅人，全4卷 臺灣青文出版社代理發行）
- 拳皇G/格斗天王大蛇之役 （鷹岬諒，全3卷 臺灣青文出版社代理發行）
- 拳皇〜A NEW BEGINNING〜（英语：The King of Fighters: A New Beginning） （あずま京太郎，全6卷）

改編自拳皇XIV，主要劇情以中國隊為主，其他隊伍劇情為輔，另外異世界隊除娜可露露外蜜蜜、戀心並未登場。
香港
- 拳皇'95（岑卓華）
- 拳皇'96（监制：邝世杰，主编：邓耀荣，编绘：郑健和）
- 拳皇'97/格斗天王'97（监制：邝世杰，主编：邓耀荣，编绘：陈佳华）
- 拳皇'98/格斗天王'98（监制：邝世杰，主编：邓耀荣，编绘：陈佳华）
- 拳皇R2（力奇）
- 拳皇'99（许景琛）
- 拳皇'99 EVOLUTION（主編：李高，繪：單漢勳）
- 拳皇RX（力奇）
- 拳皇Z（英语：The_King_of_Fighters_Zillion）（司徒剑侨）
- 拳皇2000（司徒剑侨）
- 拳皇RX PROJECT'00（力奇）
- 拳皇R（司徒剑侨）
- 拳皇2000 OX篇（司徒剑侨）
- 拳皇2001（主编：永仁，编绘：蔡景东）
- 拳皇RX NESTS 完結篇（力奇）
- 拳皇2002（主编：永仁，编绘：蔡景东）
- 拳皇2003（英语：The King of Fighters 2003 (manhua)）（主编：永仁，编绘：蔡景东）
- 拳皇2003 超战篇（主编：永仁，编绘：蔡景东）
- KOF MAXIMUM IMPACT新传（拳皇极限冲击）（主编：永仁，编绘：蔡景东）
- 拳皇XII（美术总监：邱福龙，编绘：K.O.King）
- 拳皇XIV網漫(岑卓華)

以拳皇XIV為主，主要劇情以中國隊對超能力隊的對決過程，未發行單行本。
台灣
- 格鬥天王'98（編劇：月藏，作畫：翔龍）

### 柏青哥
2004年春季，《拳皇》柏青哥版作为4号機“大量获得機”销售。然而不久，制造商就停止生产这类射幸性高的機種。现在只能在飒美的“777TOWN”网站内游玩。
2006年5月下旬，经过重新考虑上述问题后，再加入《侍魂》中的娜可露露，作为5号機开始销售。
2007年6月上旬发行以伊格尼斯篇为基础的续作《拳皇2》。
2012年10月发行以阿修篇为基础的续作《拳皇3》。

## 相关活动
拳皇乐队（The Band of Fighters），成员包括麻宫雅典娜（主唱）、草薙京（吉他手）、八神庵（贝斯手）、泰瑞·柏格（鼓手）、娜可露露（键盘手）。乐队的故事设定在游戏的平行宇宙中，常通过歌舞来解决他们的问题。乐队主打歌曲为《The Song of Fighters II》，并发行了涉及他们冒险的广播剧系列“Neo Geo DJ Station”，同时推出了包括杯子和钥匙扣等周边商品，以及出现在Neo Geo World游乐园抓娃娃机中的迷你毛绒玩具。
当SNK处于人气高峰期时，这个概念被略微扩展，将其他知名角色作为“客串明星”纳入其中。它也是《记忆之日》系列的早期前身，虽然角色职业设定与此游戏不同，但行为与游戏中相近。
1996年开始在 Neo Geo World 游乐园中设有乐队舞台。2005年“KOF忘年会”中由乐队角色配音演员现场演唱歌曲。在《SNK女傑狂熱大亂鬥》的结局中再度回归，与C.Y.S.乐队战斗。 
KOF忘年会（KOF Year-End Party），SNK为《拳皇》系列爱好者举办的特别限定活动。通常即将推出的新作品消息会首先在这里发布。自2004年举办至2006年，每年举办3场活动，分别于12月22日至24日举行。

## 外部連結
- THE KING OF FIGHTERS PORTAL SITE （页面存档备份，存于）（日語）
- 15周年紀念網站 （页面存档备份，存于）
- 30周年紀念網站 （页面存档备份，存于）（日語）
- SNK PLAYMORE版官方網站 （页面存档备份，存于）（日語）